# Dear.M
- テレビドラマ > 各国のテレビドラマ > 韓国のテレビドラマ > 韓国放送公社のテレビドラマ > Dear.M

『Dear.M』（韓国語：디어엠 ）はKBS 2TVで放送予定の大韓民国のテレビドラマである。
パク・ヘスのいじめ疑惑を受けて初回放送から放送を延期している。なお日本国内では2022年6月下旬ごろにU-NEXTでPPV独占配信開始する。

## あらすじ
ソヨン大学を騒然とさせたオンラインコミュニティの投稿者“M”を探しながら、ロマンチックな推理を繰り広げる青春ロマンスドラマ。

## 出演

### 主要人物
マ・ジュア：パク・ヘス
チャ・ミンホ：ジェヒョン（NCT）
ジュアの親友。
ソ・ジミン：ノ・ジョンイ
パク・ハヌル：ペ・ヒョンソン
ジミンの彼氏。

### 周辺人物
キル・モクジン：イ・ジニョク（UP10TION）
ファン・ボヨン：ウ・ダビ
ムン・ジュン：イ・ジョンシク
チェ・ロサ：ファン・ボルムビョル
ミン・ヤンヒ：クォン・ウンビン（CLC）
パン・イダム：チョ・ジュニョン